# Baltasar Elisio de Medinilla
Baltasar Elisio de Medinilla (Toledo, 28 de junio de 1585-Toledo, 30 de agosto de 1620) fue un poeta español, a quien no debe confundirse con su contemporáneo Pedro Medina Medinilla, también dedicado a la poesía e igualmente amigo de Lope de Vega.

## Biografía
De una gran y prestigiosa familia hidalga toledana (su abuelo paterno fue jurado y regidor perpetuo de la ciudad, oficio enajenado por la Corona y que sólo poseían personas principales), sus padres fueron Alonso de Medinilla y Ana Arrieta Barroso, casados en 1584. Al año nació el poeta, primer hijo del matrimonio, al que siguieron dos niñas.

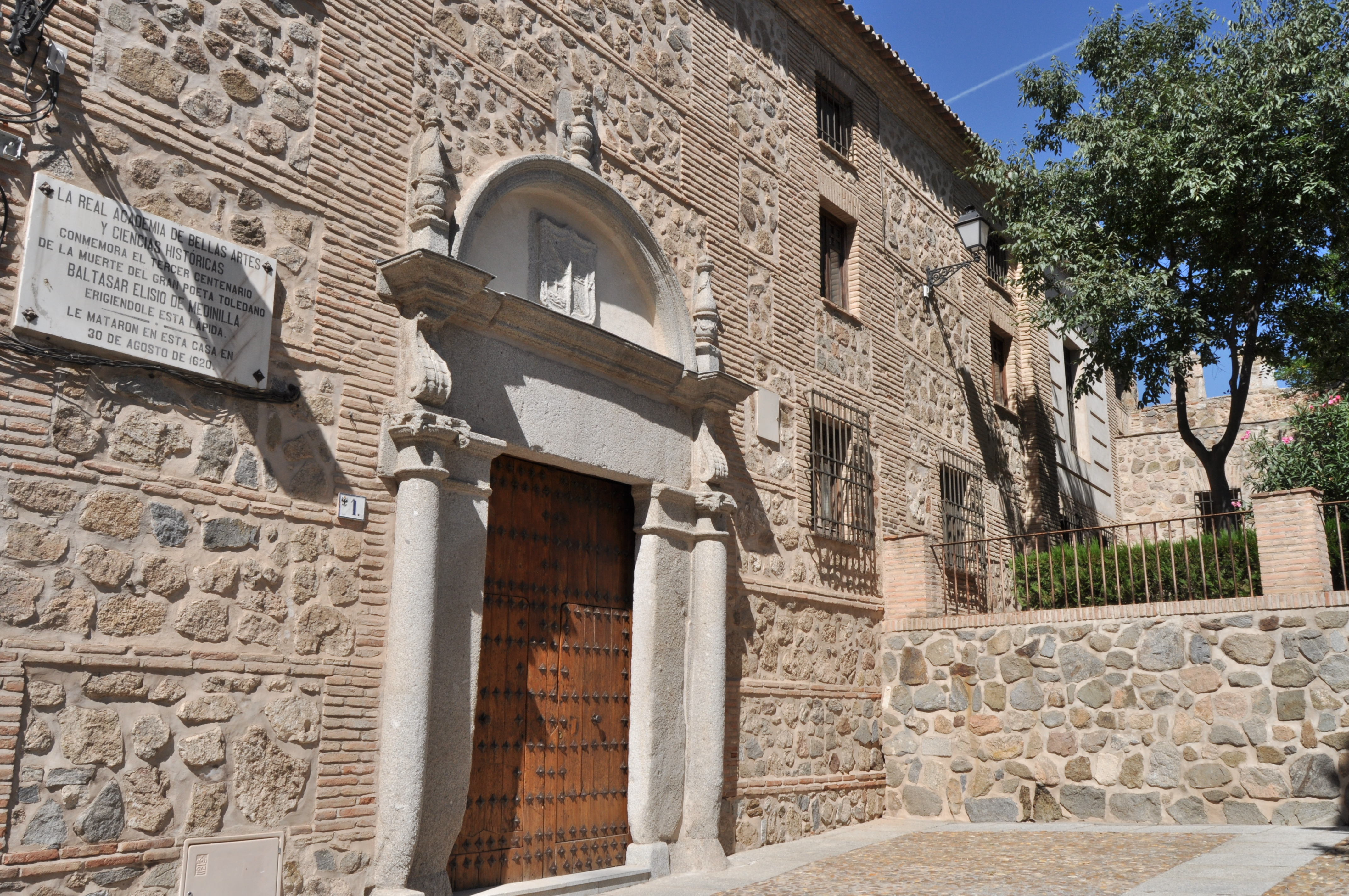
Placa en Toledo recordando el lugar donde fue asesinado Baltasar Elisio de Medinilla

El padre murió en 1590 y sus hijas ingresaron en el convento de Santa Úrsula. Medinilla fue muy devoto y erudito, aficionado a la teología y un seguidor lírico de Lope de Vega, a quien conoció en 1603 en Toledo y de quien era muy amigo. Cuidó además la impresión de algunas obras del Fénix, como La Jerusalén conquistada. Lope se auxilió de su erudición en muchas de sus obras y correspondió dedicándole muchas comedias, elogiándole sin tasa en El laurel de Apolo, pidiéndole aprobaciones de sus libros y dirigiéndole excelentes epístolas; realmente le afectó su violenta muerte, pues murió asesinado por Jerónimo de Andrada y Rivadeneira, señor de Olías, quien era amigo de Medinilla, pero, indispuesto don Jerónimo con una hermana suya que le había arrebatado el mayorazgo, y queriendo asesinarla, se interpuso Medinilla para evitar que la acuchillara, con el resultado de que fue asesinado él en lugar de la dama, noble comportamiento que cuadra con la figura del poeta toledano. 
Medinilla murió el 30 de septiembre de 1620, a los treinta y cinco años de edad en la puerta del palacio de los Andrada, en la actual plaza de Santa Teresa n.º 1. Su muerte causó gran conmoción en Toledo, sobre todo entre sus amigos y colegas literarios, como Lope de Vega, quien le honró con una cariñosa elegía en La Filomena, precedida de la siguiente anotación: “Puse esta epístola de Elisio antes de la elegía a su muerte, para que quien no hubiere visto su libro de la Concepción conozca su ingenio y virtudes, y se lastime de que en tan tiernos años, tan desgraciadamente y con tanto inocencia, le quitasen la vida”. La amistad y admiración entre ambos fue profunda: El Fénix no solo le dedicó algunas de sus comedias, sino que le incluyó con su propio nombre en el argumento de su romance Los pastores de Belén y en La Arcadia; y, por su parte, el discípulo Medinilla, veintitrés años más joven, le dedicó varias obras, entre ellas una Consolación a la muerte de su hijo Carlos Félix, el prólogo a la Jersusalén Conquistada y un Diálogo sobre las teorías literarias de Lope. Medinilla fue enterrado en la Iglesia de San Andrés (Toledo), por deseo expreso de su protector, El Conde de Mora.
Medinilla escribió poesía religiosa en latín y castellano, así como Versos a lo divino, una colección de poemas a la Virgen y a distintos santos que se conserva manuscrita, y el poema narrativo Descripción de Buenavista, una finca que tenía en los alrededores de Toledo el cardenal Bernardo de Sandoval y Rojas y donde se celebraban academias literarias.
En las justas literarias celebradas en Toledo en 1612 en honor de la beatificación de Ignacio de Loyola, participó con una canción que obtuvo el premio. También obtuvo el premio en las justas celebradas en 1614 por la canonización de Teresa de Jesús. Escribió además las sentencias de estos certámenes. Su obra La limpia concepción de Nuestra Señora (primera edición en Madrid, 1617 y segunda ib., 1618) es un poema dividido en cinco libros que consta de quinientas octavas reales y en el cual trabajó durante cinco años. Escribió además un Discurso sobre el remedio de las cosas de Toledo y un Diálogo sobre las teorías literarias de Lope de Vega y otros ingenios, que se conserva manuscrito en la Biblioteca Nacional de España.

## Obra

### Lírica
- Limpia Concepción de la Virgen Nuestra Señora, Madrid 1617, 2. ibd. 1618
- Algunas obras divinas, manuscrito, BNM 3954
- Descripción de Buenavista, manuscrito, 1. BNM 3954, 2. BNM 4266

### Prosa
- A la imperial ciudad de Toledo, 1618
- A Lope de Vega Carpio en la muerte de Carlos Félix, su hijo, consolación, BNM, 4266
- El Vega. De la Poética Española. Dialogo literario, BNM, 4266
- A los aficionados a los escritos de Lope de Vega Carpio, prólogo de Jerusalén conquistada“, Madrid, Juan de la Cuesta, 1609